# Dschachon Abidowa
Dschachon Abidowa (russisch Джахон Абидова, usbekisch Jahon Obidova; * 1900; † 29. März 1966) war eine sowjetische Politikerin und Frauenrechtlerin tadschikischer Herkunft.

## Leben
Abidowa stammte aus einer armen tadschikischen Familie und wurde im Alter von etwa 12 Jahren zur Begleichung einer Schuld an einen reichen Mann verkauft, dessen vierte Ehefrau sie dann war.
Nach der Oktoberrevolution verließ Abidowa den reichen Mann, arbeitete als Hausgehilfin, begann eine Schulausbildung (Abschluss 1921) und wurde Komsomolzin. Ab 1921 arbeitete sie in Taschkent als politische Instrukteurin in der Frauenabteilung der Koschtschi-Gewerkschaft. Als eine der ersten Frauen in der Autonomen Sozialistischen Sowjetrepublik Turkestan legte sie 1923 den Schleier ab und ermutigte die Frauen, nicht mehr die Burka zu tragen. Sie beteiligte sich an der Kampagne der KPdSU  für die Gleichstellung der Geschlechter und wurde 1927 Mitglied der KPdSU.
Abidowa wurde 1929 zur Vizevorsitzenden des Zentralen Exekutivkomitees der Usbekischen Sozialistischen Sowjetrepublik (UsSSR) gewählt. Sie wurde 1934 Vorsitzende des Taschkenter Stadtsowjets und war 1935–1938 Vertreterin der Regierung der UsSSR in Moskau.
Im 3. Moskauer Schauprozess 1938 kam Abidowas Name vor, aber genauere Informationen fehlen. Nach Beginn des Deutschen Angriffskriegs gegen die Sowjetunion 1941 leitete sie verschiedene Landwirtschaftsunternehmen.
Abidowa ging 1961 mit einer persönlichen Pension der UdSSR in den Ruhestand.
Ihr Heimatort Nanay im Boʻstonliq tumani wurde ihr zu Ehren in den 1970er-Jahren in Jahonobod umbenannt, was später jedoch wieder rückgängig gemacht wurde.

## Ehrungen, Preise
- Orden des Roten Banners der Arbeit (zweimal)[9][12]
- Ehrenzeichen der Sowjetunion[9][12]